# Saxifraga nipponica
Saxifraga nipponica är en stenbräckeväxtart som beskrevs av Tomitaro Makino. Saxifraga nipponica ingår i Bräckesläktet som ingår i familjen stenbräckeväxter. Inga underarter finns listade i Catalogue of Life.

## Bildgalleri

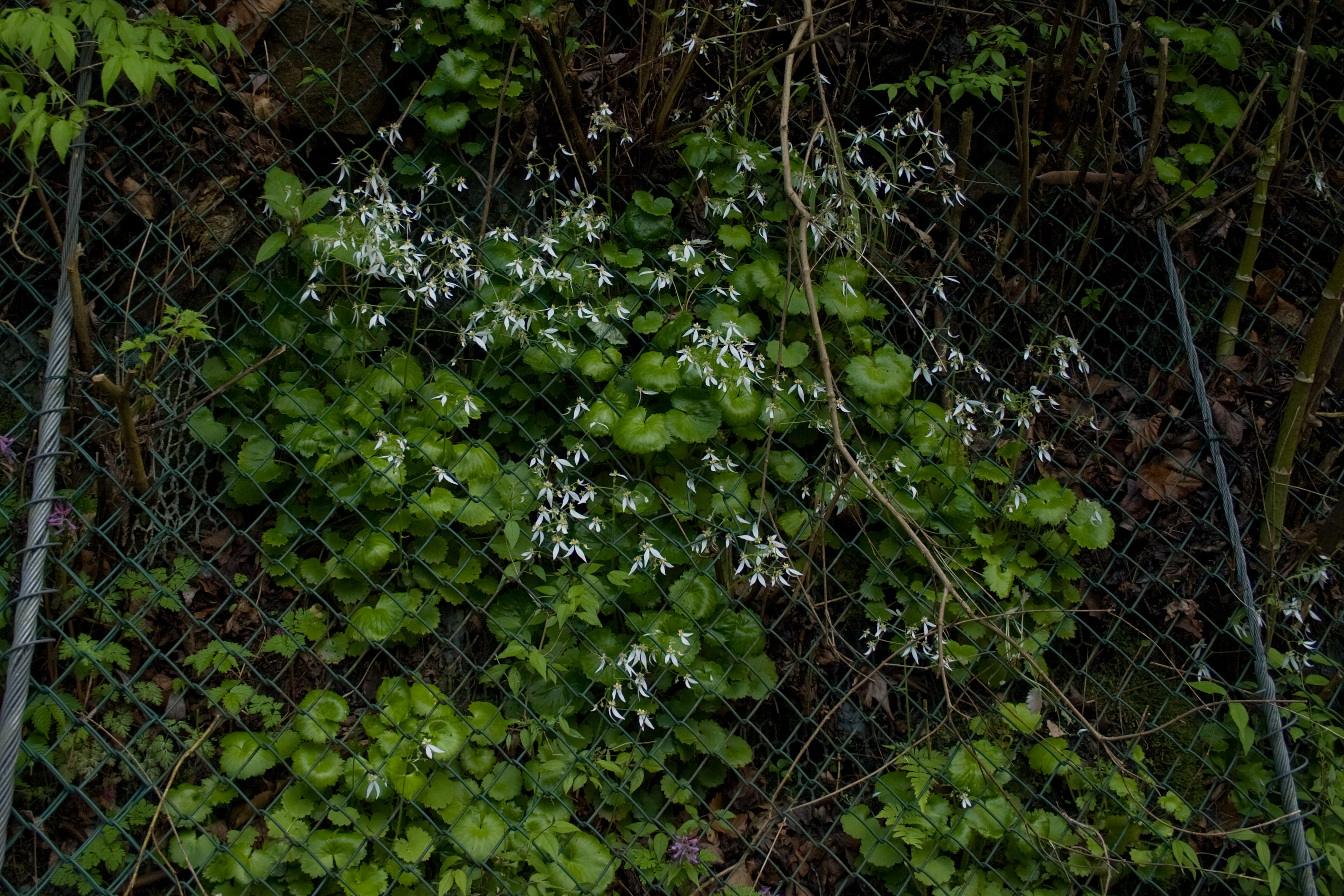
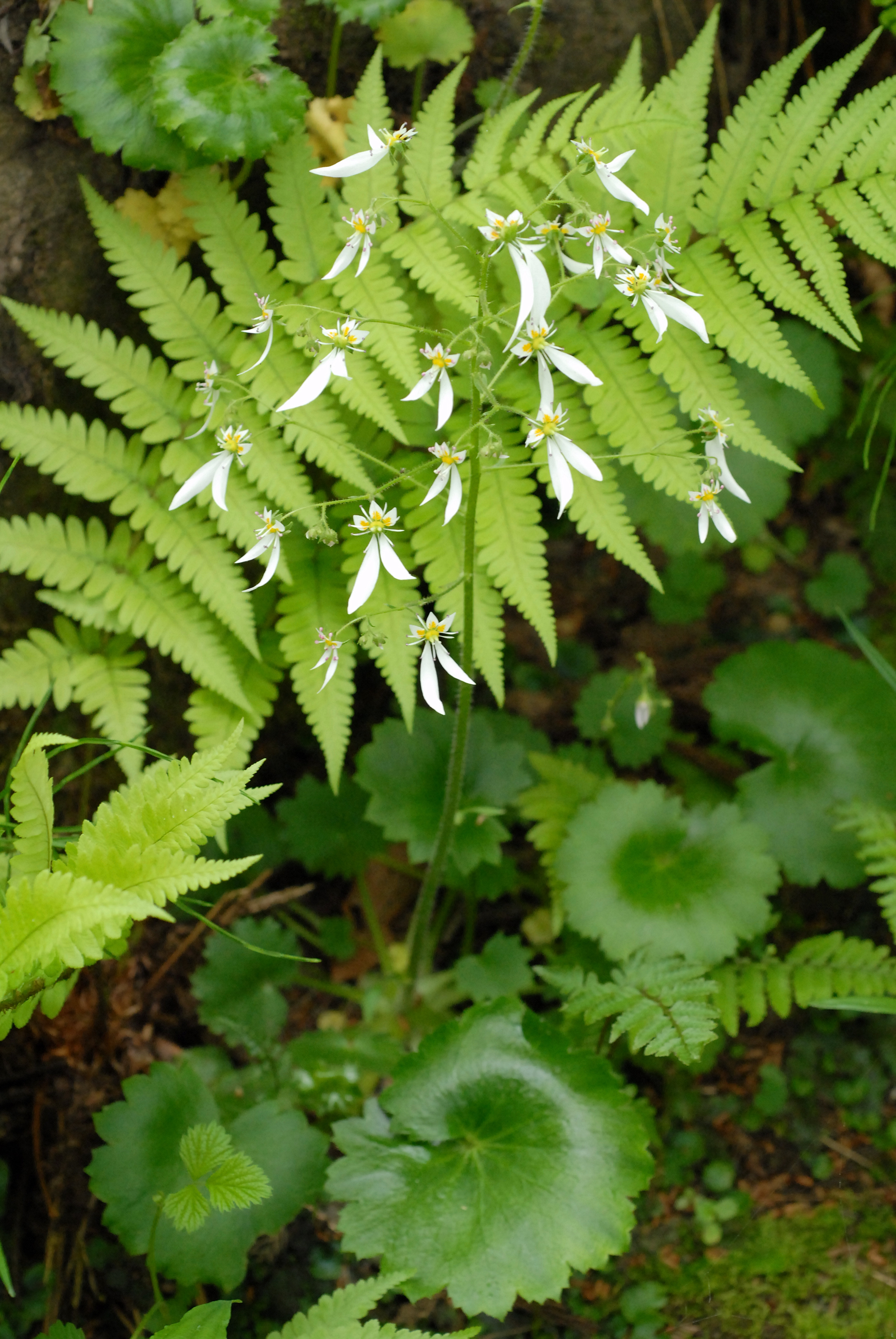
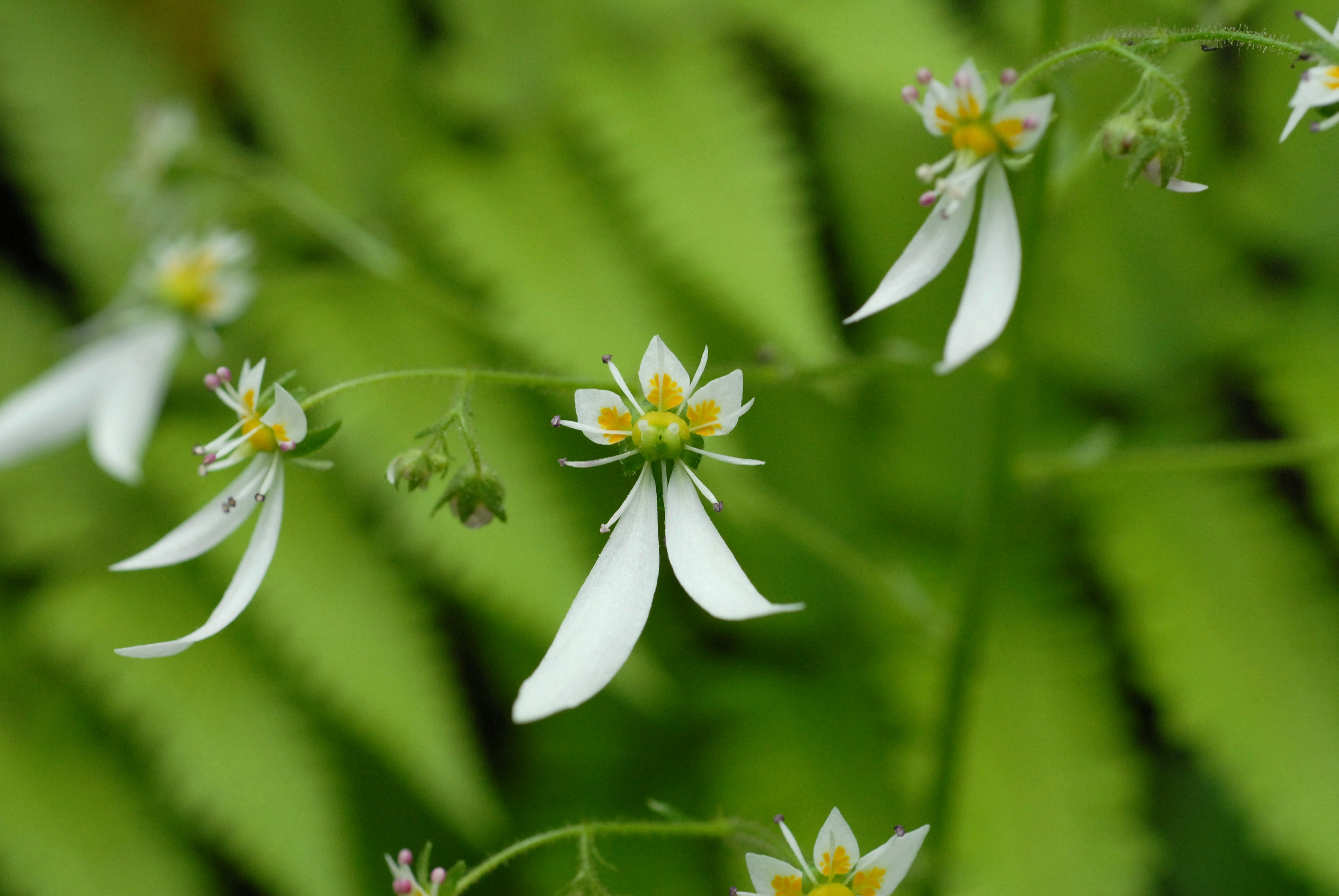